# Jorge Masvidal
Jorge Masvidal (Miami, 12 november 1984) is een Amerikaans voormalig MMA-vechter.

## Carrière
Masvidal groeide op in Miami als zoon van een Cubaanse vader en een Peruviaanse moeder. Hij was al op jonge leeftijd vaak betrokken bij straatgevechten. Er zijn video's opgenomen en op internet geplaatst van zijn gevechten, onder andere waarin hij Kimbo Slice's protegé 'Ray' versloeg. Masvidal nam deel aan worstelen op school, maar kon vanwege zijn cijfers niet aanblijven. Daarna begon hij te trainen in karate en mixed martial arts.
Op 24 mei 2003 maakte Masvidal zijn professionele MMA-debuut bij het evenement HOOKnSHOOT: Absolute Fighting Championships 3. Hij won op knock-out in de eerste ronde.

### Bellator en Strikeforce
In april 2009 tekende Masvidal bij Bellator om te concurreren in het lichtgewichttoernooi. Hij won zijn eerste gevecht door een technische knock-out (TKO) in de eerste ronde. Hij werd echter in de halve finale verslagen door Toby Imada, die in de derde ronde won door een verwurging (inverted triangle choke submission). Hierna won hij van Eric Reynolds middels een submissie.
Masvidal trad begin 2011 toe tot de organisatie Strikeforce. Hij boekte overwinningen tegen Billy Evangelista en K.J. Noons, maar verloor een titelgevecht tegen Gilbert Melendez.

### UFC
Na de ontbinding van Strikeforce in januari 2013 werd Masvidal overgedragen aan de Ultimate Fighting Championship (UFC). Op 20 april 2013 maakte hij zijn debuut tegen Tim Means. Hij won middels een unanieme jurybeslissing. Vervolgens won hij ook van Michael Chiesa (submissie), maar verloor daarna van Rustam Khabilov (beslissing). Dit gevecht werd uitgeroepen tot Fight of the Night.
De volgende jaren had Masvidal wisselend succes binnen de UFC. Hij kwam vaak dicht bij een titelgevecht, maar kwam daarna weer tekort. In januari 2017 versloeg hij Donald Cerrone middels een TKO in de tweede ronde. Vervolgens verloor hij van Demian Maia en Stephen Thompson.
In 2018 nam Masvidal een pauze, maar toen hij in maart 2019 terugkeerde, sloeg hij verrassend de veelbelovende Darren Till in de tweede ronde knock-out. In juli 2019 won hij in 5 seconden van Ben Askren middels een knock-out door een vliegende knie. Dat was de snelste knock-out in de UFC-geschiedenis. In november van hetzelfde jaar nam hij het op tegen Nate Diaz. UFC-voorzitter Dana White kondigde aan dat het gevecht in een uniek geval zou gaan om de feestelijke Baddest Motherfucker (‘BMF’)-riem. Masvidal domineerde het gevecht gedurende drie rondes, totdat het uiteindelijk werd gestopt door de dokter vanwege een snee boven het oog van Diaz.
In juli 2020 stond Masvidal tegenover toenmalig UFC-wereldkampioen weltergewicht Kamaru Usman. Masvidal accepteerde het gevecht zes dagen voor aanvang en moest zijn gewicht met tien kilogram verminderen om uit te mogen komen in de categorie weltergewicht. Hij verloor middels een unanieme jurybeslissing. In april 2021 vocht Masvidal opnieuw tegen Usman om de wereldtitel. Hij verloor door een knock-out in de tweede ronde, wat de eerste keer was dat hij verloor op KO in vijftig professionele gevechten.
Na de dubbele ontmoeting met Usman verloor Masvidal in maart 2022 ook van Colby Covington (jurybeslissing) en in april 2023 van Gilbert Burns (jurybeslissing). Na afloop van die partij maakte hij bekend dat hij stopte met MMA.